# Backstreet Boys - Live in Concert Tour
Backstreet Boys: Live in Concert Tour fue la segunda gira de conciertos del grupo Backstreet Boys que comenzó en 1996 y continuó hasta 1997. La lista de temas del concierto incluyó canciones de su álbum Backstreet Boys (Internacional).

## Teloneros
- Trey D. (febrero 7-17 de marzo de 1997)
- Centory (febrero 7-17 de marzo de 1997)
- Marcel Romanoff (febrero 7-17 de marzo de 1997)
- LFO (febrero 7-17 de marzo de 1997)
- Aaron Carter (agosto 22-8 de septiembre de 1997)
- Code 5 (27 de agosto de 1997)
- Lorenza (12 de diciembre de 1996 22 de agosto - 8 de septiembre de 1997)
- Funky Diamonds (diciembre 6 - 24, 1996)

## Lista de canciones
El siguiente setlist fue interpretado en el concierto del 24 de febrero de 1997 en Frankfurt, Alemania, transmitido en el estreno y lanzado más tarde en VHS y DVD.
1. "Intro" (Dance Break)
2. "Let's Have a Party"
3. "We've Got It Goin' On"
4. "End of the Road" (Boyz II Men A capella cover)
5. "Just To Be Close To You" (A capella)
6. "Who Do You Love" (A capella)
7. "I'll Never Break Your Heart"
8. "Nobody But You" (solo Kevin Richardson)
9. "Betcha by Golly, Wow" (solo Howie Dorough)
10. "Heaven in Your Eyes" (solo Nick Carter)
11. "One Last Cry" (solo Brian Littrell)
12. "Brick House" (solo A. J. McLean)
13. "I Wanna Be With You"
14. "Anywhere for You"
15. "Darlin"
16. "Interludio" (Nick Carter solo de batería)
17. "10,000 Promises" (Kevin Richardson en piano y Nick Carter en batería)
18. "Boys Will Be Boys"
19. "Get Down (You're The One For Me)"
20. "Quit Playing Games (With My Heart)"

## Fechas del Tour
| Fecha                    | Ciudad            | País            | Lugar                                     |      |      |
| Asia                     | Asia              | Asia            | Asia                                      | Asia | Asia |
| ------------------------ | ----------------- | --------------- | ----------------------------------------- | ---- | ---- |
| 1 de noviembre de 1996   | Tokio             | Japón           | Shibuya Public Hall                       |      |      |
| 2 de noviembre de 1996   | Tokio             | Japón           | Shibuya Public Hall                       |      |      |
| 3 de noviembre de 1996   | Osaka             | Japón           | Festival Hall                             |      |      |
| Europa                   |                   |                 |                                           |      |      |
| 16 de noviembre de 1996  | Newport           | Gales           | Newport Centre                            |      |      |
| 17 de noviembre de 1996  | Londres           | Inglaterra      | Hammersmith Apollo                        |      |      |
| 18 de noviembre de 1996  | Brentwood         | Inglaterra      | Brentwood Leisure Centre                  |      |      |
| 19 de noviembre de 1996  | Wolverhampton     | Inglaterra      | Wolverhampton Civic Hall                  |      |      |
| 20 de noviembre de 1996  | Manchester        | Inglaterra      | Manchester Apollo                         |      |      |
| 21 de noviembre de 1996  | Glasgow           | Escocia         | SECC Concert Hall 3                       |      |      |
| 23 de noviembre de 1996  | Milton Keynes     | Inglaterra      | Sanctuary Music Arena                     |      |      |
| 24 de noviembre de 1996  | Sheffield         | Inglaterra      | Sheffield City Hall                       |      |      |
| 25 de noviembre de 1996  | Nottingham        | Inglaterra      | Nottingham Royal Concert Hall             |      |      |
| 26 de noviembre de 1996  | Newcastle         | Inglaterra      | Newcastle City Hall                       |      |      |
| 28 de noviembre de 1996  | Plymouth          | Inglaterra      | Plymouth Pavilions                        |      |      |
| 29 de noviembre de 1996  | Bournemouth       | Inglaterra      | Pavilion Theatre                          |      |      |
| 30 de noviembre de 1996  | Guildford         | Inglaterra      | Guildford Spectrum                        |      |      |
| 1 de diciembre de 1996   | Brighton          | Inglaterra      | Brighton Hippodrome                       |      |      |
| 4 de diciembre de 1996   | Estocolmo         | Suecia          | Solnahallen                               |      |      |
| 6 de diciembre de 1996   | Copenhague        | Dinamarca       | Vega                                      |      |      |
| 7 de diciembre de 1996   | Colonia           | Alemania        | Sporthalle Köln                           |      |      |
| 9 de diciembre de 1996   | The Hague         | Países Bajos    | Statenhal                                 |      |      |
| 11 de diciembre de 1996  | Leiden            | Países Bajos    | Groenoordhallen                           |      |      |
| 12 de diciembre de 1996  | Bielefeld         | Alemania        | Seidensticker Halle                       |      |      |
| 13 de diciembre de 1996  | Oldenburg         | Alemania        | Weser-Ems Halle                           |      |      |
| 14 de diciembre de 1996  | Herne             | Alemania        | Gysenberghalle                            |      |      |
| 15 de diciembre de 1996  | Coblenza          | Alemania        | Sporthalle Oberwerth                      |      |      |
| 17 de diciembre de 1996  | Suhl              | Alemania        | Congress Centrum Suhl                     |      |      |
| 18 de diciembre de 1996  | Landshut          | Alemania        | Kongreßhalle Landshut                     |      |      |
| 19 de diciembre de 1996  | Viena             | Austria         | Wiener Stadthalle                         |      |      |
| 20 de diciembre de 1996  | Zürich            | Suiza           | Hallenstadion                             |      |      |
| 21 de diciembre de 1996  | Heilbronn         | Alemania        | Eissporthalle Heilbronn                   |      |      |
| Norteamérica             |                   |                 |                                           |      |      |
| 30 de diciembre de 1996  | Quebec City       | Canadá          | Grand Théâtre de Québec                   |      |      |
| 31 de diciembre de 1996  | Saguenay          | Canadá          | Auditorium Dufour                         |      |      |
| 1 de enero de 1997       | Sherbrooke        | Canadá          | Salle Maurice-O'Bready                    |      |      |
| 2 de enero de 1997       | Gatineau          | Canadá          | Théâtre du Casino                         |      |      |
| 3 de enero de 1997       | Montreal          | Canadá          | Molson center                             |      |      |
| 4 de enero de 1997       | Toronto           | Canadá          | The Warehouse                             |      |      |
| Asia (2)                 |                   |                 |                                           |      |      |
| 1 de febrero de 1997     | Tel Aviv          | Israel          | Culture Palace                            |      |      |
| 2 de febrero de 1997     | Tel Aviv          | Israel          | Culture Palace                            |      |      |
| Europa (2)               |                   |                 |                                           |      |      |
| 7 de febrero de 1997     | Bruselas          | Bélgica         | Vorst Nationaal                           |      |      |
| 8 de febrero de 1997     | París             | Francia         | Zénith                                    |      |      |
| 10 de febrero de 1997    | Copenhague        | Dinamarca       | K.B. Hallen                               |      |      |
| 11 de febrero de 1997    | Gotemburgo        | Suecia          | Palladium Göteborg                        |      |      |
| 13 de febrero de 1997    | Oslo              | Noruega         | Sentrum Scene                             |      |      |
| 15 de febrero de 1997    | Stockholm         | Suecia          | Globe Arena                               |      |      |
| 17 de febrero de 1997    | Leipzig           | Alemania        | Leipziger Messehalle                      |      |      |
| 18 de febrero de 1997    | Hanover           | Alemania        | Stadionsporthalle                         |      |      |
| 19 de febrero de 1997    | Núremberg         | Alemania        | Frankenhalle                              |      |      |
| 20 de febrero de 1997    | Mannheim          | Alemania        | Maimarkthalle                             |      |      |
| 21 de febrero de 1997    | Saarbrücken       | Alemania        | Saarlandhalle                             |      |      |
| 22 de febrero de 1997    | Kassel            | Alemania        | Eissporthalle Kassel                      |      |      |
| 24 de febrero de 1997    | Frankfurt         | Alemania        | Festhalle Frankfurt                       |      |      |
| 25 de febrero de 1997    | Colonia           | Alemania        | Sporthalle Köln                           |      |      |
| 26 de febrero de 1997    | Oberhausen        | Alemania        | Arena Oberhausen                          |      |      |
| 27 de febrero de 1997    | Hamburgo          | Alemania        | Alsterdorfer Sporthalle                   |      |      |
| 28 de febrero de 1997    | Kiel              | Alemania        | Ostseehalle                               |      |      |
| 3 de marzo de 1997       | Rostock           | Alemania        | Stadthalle Rostock                        |      |      |
| 4 de marzo de 1997       | Berlín            | Alemania        | Deutschlandhalle                          |      |      |
| 5 de marzo de 1997       | Chemnitz          | Alemania        | Eissporthalle Chemnitz                    |      |      |
| 6 de marzo de 1997       | Stuttgart         | Alemania        | Hanns-Martin-Schleyer-Halle               |      |      |
| 7 de marzo de 1997       | Múnich            | Alemania        | Olympiahalle                              |      |      |
| 8 de marzo de 1997       | Bayreuth          | Alemania        | Oberfrankenhalle                          |      |      |
| 13 de marzo de 1997      | Madrid            | España          | Palacio de Deportes                       |      |      |
| 14 de marzo de 1997      | Barcelona         | España          | Palau dels Esports de Barcelona           |      |      |
| 16 de marzo de 1997      | Roma              | Italia          | Palazzo dello Sport di Roma               |      |      |
| 17 de marzo de 1997      | Bolonia           | Italia          | PalaMalaguti                              |      |      |
| Norteamérica (2)         |                   |                 |                                           |      |      |
| 19 de marzo de 1997      | Montreal          | Canadá          | Molson Centre                             |      |      |
| 20 de marzo de 1997      | Montreal          | Canadá          | Molson Centre                             |      |      |
| 21 de marzo de 1997      | Montreal          | Canadá          | Molson Centre                             |      |      |
| 22 de marzo de 1997      | Quebec City       | Canadá          | Colisée de Québec                         |      |      |
| 23 de marzo de 1997      | Saguenay          | Canadá          | Colisée de Chicoutimi                     |      |      |
| 24 de marzo de 1997      | Saguenay          | Canadá          | Colisée de Chicoutimi                     |      |      |
| 26 de marzo de 1997      | Rimouski          | Canadá          | Colisée de Rimouski                       |      |      |
| 27 de marzo de 1997      | Ottawa            | Canadá          | Corel Centre                              |      |      |
| 28 de marzo de 1997      | Ottawa            | Canadá          | Corel Centre                              |      |      |
| 29 de marzo de 1997      | Toronto           | Canadá          | Maple Leaf Gardens                        |      |      |
| 30 de marzo de 1997      | Winnipeg          | Canadá          | Winnipeg Convention Centre                |      |      |
| 1 de abril de 1997       | Edmonton          | Canadá          | Edmonton Convention Centre                |      |      |
| 2 de abril de 1997       | Calgary           | Canadá          | Max Bell Centre                           |      |      |
| 5 de abril de 1997       | Vancouver         | Canadá          | General Motors Place                      |      |      |
| Europa (3)               |                   |                 |                                           |      |      |
| 10 de junio de 1997      | Budapest          | Hungría         | Budapest Sportcsarnok                     |      |      |
| 11 de junio de 1997      | Bratislava        | Eslovaquia      | Inter hala Pasienky                       |      |      |
| 12 de junio de 1997      | Praga             | República Checa | Tipsport Arena                            |      |      |
| 13 de junio de 1997      | Cracovia          | Polonia         | Spodek                                    |      |      |
| 14 de junio de 1997      | Poznań            | Polonia         | Hala Arena                                |      |      |
| 15 de junio de 1997      | Szczecin          | Polonia         | Hala Miejska                              |      |      |
| 18 de junio de 1997      | Estocolmo         | Suecia          | Johanneshovs Isstadion                    |      |      |
| 19 de junio de 1997      | Copenhague        | Dinamarca       | Forum Copenhagen                          |      |      |
| 21 de junio de 1997      | Sheffield         | Inglaterra      | Sheffield Arena                           |      |      |
| 22 de junio de 1997      | Manchester        | Inglaterra      | Greater Manchester Exhibition Centre      |      |      |
| 23 de junio de 1997      | Newcastle         | Inglaterra      | Newcastle Arena                           |      |      |
| 24 de junio de 1997      | Glasgow           | Escocia         | SECC Concert Hall 4                       |      |      |
| 25 de junio de 1997      | Birmingham        | Inglaterra      | NEC Arena                                 |      |      |
| 26 de junio de 1997      | Londres           | Inglaterra      | Wembley Arena                             |      |      |
| 28 de junio de 1997      | Maastricht        | Países Bajos    | Maastrichts Expositie en Congres Centrum  |      |      |
| 29 de junio de 1997      | Utrecht           | Países Bajos    | Jaarbeurs                                 |      |      |
| 30 de junio de 1997      | Utrecht           | Países Bajos    | Jaarbeurs                                 |      |      |
| 5 de julio de 1997       | Kockelscheuer     | Luxemburgo      | Eisstadion Patinoire                      |      |      |
| 6 de julio de 1997       | Kockelscheuer     | Luxemburgo      | Eisstadion Patinoire                      |      |      |
| 7 de julio de 1997       | Kockelscheuer     | Luxemburgo      | Eisstadion Patinoire                      |      |      |
| 22 de agosto de 1997     | Hanover           | Alemania        | Hamburger Stadtpark                       |      |      |
| 23 de agosto de 1997     | Hamburgo          | Alemania        | Trabrennbahn Bahrenfeld                   |      |      |
| 24 de agosto de 1997     | Berlín            | Alemania        | Waldbühne                                 |      |      |
| 25 de agosto de 1997     | Berlín            | Alemania        | Waldbühne                                 |      |      |
| 27 de agosto de 1997     | Winterthur        | Suiza           | Stadion Schützenwiese                     |      |      |
| 29 de agosto de 1997     | Schweinfurt       | Alemania        | Willy-Sachs-Stadion                       |      |      |
| 30 de agosto de 1997     | Herne             | Alemania        | Stadion am Schloss Strünkede              |      |      |
| 31 de agosto de 1997     | Sankt Goarshausen | Alemania        | Freilichtbühne Loreley                    |      |      |
| 3 de septiembre de 1997  | Chemnitz          | Alemania        | Sportforum Chemnitz                       |      |      |
| 4 de septiembre de 1997  | Neu-Isenburg      | Alemania        | Stadion Neu-Isenburg                      |      |      |
| 5 de septiembre de 1997  | Heilbronn         | Alemania        | Frankenstadion Heilbronn                  |      |      |
| 7 de septiembre de 1997  | Salzburg          | Austria         | Salzburgring                              |      |      |
| 8 de septiembre de 1997  | Viena             | Austria         | Donauinsel                                |      |      |
| Norteamérica (3)         |                   |                 |                                           |      |      |
| 21 de septiembre de 1997 | Kissimmee         | Estados Unidos  | Tupperware Convention Center              |      |      |
| 23 de septiembre de 1997 | Filadelfia        | Estados Unidos  | Electric Factory                          |      |      |
| 24 de septiembre de 1997 | Wilkes-Barre      | Estados Unidos  | F.M. Kirby Center for the Performing Arts |      |      |
| 25 de septiembre de 1997 | Buffalo           | Estados Unidos  | Shea's Performing Arts Center             |      |      |
| 27 de septiembre de 1997 | Chicago           | Estados Unidos  | The Vic Theatre                           |      |      |
| 28 de septiembre de 1997 | Royal Oak         | Estados Unidos  | Royal Oak Music Theatre                   |      |      |
| 29 de septiembre de 1997 | Lakewood (Ohio)   | Estados Unidos  | Lakewood Civic Auditorium                 |      |      |
| 30 de septiembre de 1997 | New York City     | Estados Unidos  | Hammerstein Ballroom                      |      |      |

Festivales y otras actuaciones
Junior Jeopardy XMas Party
Cancelaciones y espectáculos reprogramados
| 17 de noviembre de 1996 | Londres, Inglaterra      | Brixton Academy            | Traslado a Hammersmith Apollo  |
| 21 de noviembre de 1996 | Glasgow, Escocia         | Glasgow Royal Concert Hall | Traslado a SECC Concert Hall 3 |
| 1 de diciembre de 1996  | Brighton, Inglaterra     | Brighton Dome              | Traslado a Brighton Hippodrome |
| 11 de diciembre de 1996 | Róterdam, Holanda        | De Doelen                  | Traslado a Ahoy Róterdam       |
| 4 de enero de 1997      | Toronto, Ontario, Canadá | Massey Hall                | Traslado a The Warehouse       |
| 7 de septiembre de 1997 | Salzburg, Austria        | Residenzplatz              | Traslado a Salzburgring        |
| 8 de septiembre de 1997 | Viena, Austria           | Messegelände Wien          | Traslado a Donauinsel          |